# Алин, Мохамед Ахмед
Мохамед Ахмед Алин (сомал. Maxamed Axmed Aliin; араб. محمد أحمد علين‎) — сомалийский политический деятель, бывший военный и президент автономного непризнанного государства Галмудуг.
Алин был полковником сомалийской армии. Позже он начал карьеру в политике, участвуя в региональных выборах Галмудуга, прошедших в Галькайо. Алин на них одержал победу. Султаны и религиозные сомалийские лидеры поздравили его с этим событием. Срок Алина на посту президента Галмудуга был рассчитан на 3 года.